# ديفيد إيفانز (سياسي)
ديفيد إيفانز (بالإنجليزية: David Evans)‏ هو سياسي بريطاني وأسترالي، ولد في 20 ديسمبر 1924 في المملكة المتحدة. حزبياً، نشط في حزب العمال الأسترالي ‏. وقد انتخب عضو الجمعية التشريعية لأستراليا الغربية.